# Huli jing
Helan Huli jing (Chino: 狐狸精; Pinyin: húli jīng; helan huli significa «zorro», y jing significa «espíritu») en la mitología china son espíritu-zorros. Los huli jing pueden ser tanto buenos espíritus como malos espíritus.

## En mitología
En el contexto de la mitología china, una creencia común es la de que cualquier animal o cosa es capaz de adquirir forma humana, poderes mágicos, inmortalidad o incluso divinidad, si recibe suficiente energía en forma de aliento humano o esencia lunar o solar. 
Los espíritus zorro que encontramos en los cuentos y leyendas son generalmente hembras y poseen la apariencia de jóvenes y bellas mujeres. Uno de los más infames espíritus zorro en la mitología china es Daji (妲己), representado en la novela de la Dinastía Ming Fengshen Yanyi.  La bella hija de un general es obligada a casarse con el cruel tirano Zhou Xin (紂辛 Zhòu Xīn). Un espíritu zorro de nueve colas que sirve a Nüwa (que había sido ofendido por Zhòu Xin) penetra y posee su cuerpo, expulsando el verdadero espíritu de Daji. 
Generalmente los espíritus zorros son representados como seres peligrosos, pero en algunas historias se narran tramas amorosas entre un zorro con forma de mujer y un hombre joven. 

## Uso moderno
En mandarín moderno y cantonés moderno, el término huli jing es una expresión despectiva para referirse a una mujer que seduce a un hombre casado o con pareja.

## En la cultura popular

### Anime/Manga
- Fox Spirit Matchmaker (2015)
- Naruto (1999)
- Naruto: Shippuden (2007)
- Boruto: Naruto Next Generations (2017)

### Película
- Mr. Vampire IV (1988)
- Painted Skin (2008) y su secuela (2012)
- A Chinese Fairy Tale (2011)
- League of Gods (2016)
- Once Upon a Time (2017)
- Hanson y la Bestia (2017)
- The Legend of Hei (2019)
- Jiang Ziyia (2020)
- Soul Snatcher (2020)
- Shang-Chi y la leyenda de los Diez Anillos (2021)

### Serie de TV
- The Legend of Nezha 哪吒传奇 (2003)
- Strange Tales of Liao Zhai 新聊斋志异 (2005)
- The Legend and the Hero (2007) y su secuela (2009)
- Gu Family Book 구가의 서 (2013)
- The Investiture of the Gods (2014) y The Investiture of the Gods 2 (2015)
- Legend of Nine Tails Fox (2016)
- Fox in the Screen 屏里狐 (2016)
- Eternal Love  (2017)
- Moonshine y Valentine (2017)
- Beauties in the Closet 柜中美人 (2018)
- Investiture of the Gods (2019)
- Love, Death & Robots Episodio 8 (2019)
- The Life of White Fox 白狐的人生 (2019)
- Eternal Love of Dream (2020)
- Miss Fisher's Murder Mysteries Temporada 1 Episodio 6 (2012)
- Tale of the Nine Tailed (2020)
- My Roommate Is a Gumiho (2021)
- Tale of the Nine Tailed 1938 (2023)

### Libros
- Shanghai Immortal por A.Y. Chao (2023)

### Música
- The Good Kid and the Fox Spirit イイコと妖狐, una música por Kikuo (2023)

### Juegos
- Yae Miko desde Genshin Impact
- Ninetails desde Ōkami
- Ninetails desde Pokémon

- Datos: Q1424792
- Multimedia: Kitsune / Q1424792